# Czapla Góra
Czapla Góra – wzniesienie o wysokości 114,4 m n.p.m. na Pojezierzu Drawskim, w woj. zachodniopomorskim, w powiecie koszalińskim, w gminie Świeszyno (przy granicy z gminą Tychowo). Znajduje się w północnym krańcu Pojezierza Drawskiego – dalej na północ i zachód rozciąga się już Równina Białogardzka.
Na wschód pod wzniesieniem leży osada Czaple.
Na południe od Czaplej Góry przebiega dolina strugi Zaspianki.
Nazwę Czapla Góra wprowadzono urzędowo w 1949 roku, zastępując poprzednią niemiecką nazwę Zabels Berg.